# Буффало бургер

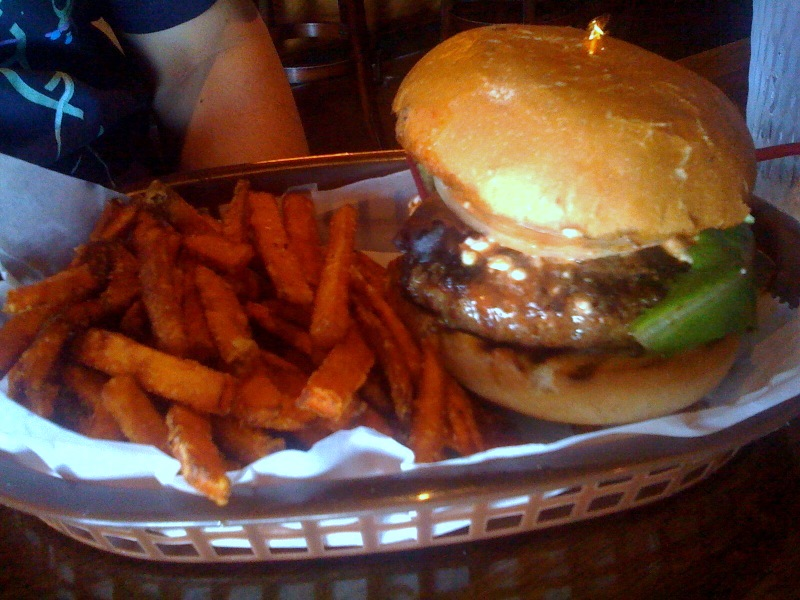
Буффало бургер и картофель фри

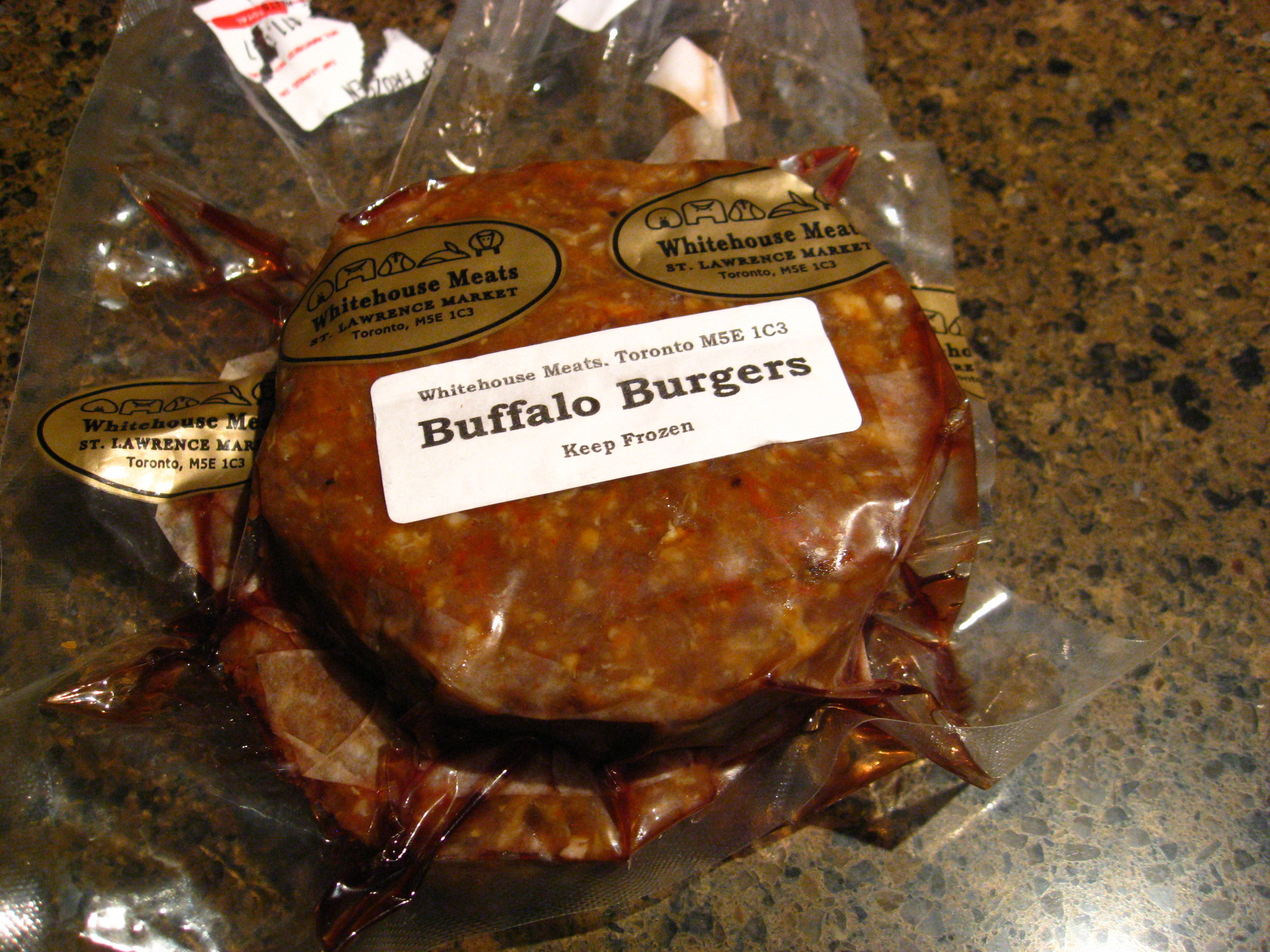
Замороженные котлеты для буффало бургера

Буффало бургеры — это гамбургеры, приготовленные из мяса бифало или американского бизона.

## Описание
Автор Дэн О’Брайен описал мясо, используемое в этих бургерах, как сладкое и нежное, обладающее уникальным вкусом. Он также упомянул, что мясо нужно готовить так же тщательно, как и свежую рыбу. Журнал «Women’s Health» указывает, что на вкус буффало бургеры и бургеры из говядины мало различаются, но буффало бургеры немного слаще и нежнее.
Цена обычно выше чем цена бургеров из говядины.

## Питание
У буффало бургеров меньше холестерина, меньше жира и меньше килокалорий, чем у бургеров из говядины или курицы. В 1997 году американская кардиологическая ассоциация рекомендовала буффало бургеры как более полезные для сердца, чем куриные или говяжьи. Буффало бургер богат питательными веществами, такими как белок, цинк и витамин B12. Бургеры из мяса бизонов более полезны, чем из говядины, потому что бизоны не накапливают столько жира, сколько бычки и коровы. Рецепт простых буффало бургеров гамбургеров был включен в список «Men’s Health Мышечное меню». Журнал EatingWell предложил рецепт бургера с низким содержанием холестерина и высоким содержанием кальция.